# 女王エリザベス
『女王エリザベス』（じょおうエリザベス、The Private Lives of Elizabeth and Essex）は、1939年のアメリカ合衆国の歴史恋愛映画。マクスウェル・アンダーソンの戯曲『女王エリザベス』の映画化としてマイケル・カーティスが監督、ベティ・デイヴィスとエロール・フリン、オリヴィア・デ・ハヴィランドらが出演した。本作はテクニカラー方式によって撮影されている。

## キャスト
- エリザベス1世：ベティ・デイヴィス
- エセックス伯爵ロバート・デヴァルー：エロール・フリン
- ペネロープ・グレイ：オリヴィア・デ・ハヴィランド
- フランシス・ベーコン：ドナルド・クリスプ
- ティロン伯爵ヒュー・オニール：アラン・ヘイル（英語版）
- ウォルター・ローリー：ヴィンセント・プライス
- ウィリアム・セシル：ヘンリー・スティーブンソン（英語版）
- ロバート・セシル：ヘンリー・ダニエル
- トマス・エジャートン：ジェームズ・スティーブンソン（英語版）

## スタッフ
- 製作総指揮：ハル・B・ウォリス
- 監督：マイケル・カーティス
- 脚本：ノーマン・ライリー・レイン（英語版）、エネアス・マッケンジー（英語版）
- 音楽：エーリヒ・ヴォルフガング・コルンゴルト
- 撮影：ソル・ポリート（英語版）
- 編集：オーウェン・マークス（英語版）
- 衣裳：オリー＝ケリー（英語版）

## アカデミー賞候補
- 撮影賞（カラー）：ソル・ポリート（英語版）、W・ハワード・グリーン（英語版）
- 作曲賞：エーリヒ・ヴォルフガング・コルンゴルト
- 美術監督賞：アントン・グロット（英語版）
- 録音賞：ネイサン・レヴィンソン
- 特殊効果賞：バイロン・ハスキン、ネイサン・レヴィンソン